# Mount Wolf
Mount Wolf és una població dels Estats Units a l'estat de Pennsilvània. Segons el cens del 2000 tenia 1.373 habitants.

## Demografia
Segons el cens del 2000, Mount Wolf tenia 1.373 habitants, 548 habitatges, i 396 famílies. La densitat de població era de 981,7 habitants/km².
Dels 548 habitatges en un 28,5% hi vivien nens de menys de 18 anys, en un 56,8% hi vivien parelles casades, en un 10,9% dones solteres, i en un 27,6% no eren unitats familiars. En el 23,2% dels habitatges hi vivien persones soles l'11,5% de les quals corresponia a persones de 65 anys o més que vivien soles. El nombre mitjà de persones vivint en cada habitatge era de 2,44 i el nombre mitjà de persones que vivien en cada família era de 2,85.
Per edats la població es repartia de la següent manera: un 24,4% tenia menys de 18 anys, un 7,1% entre 18 i 24, un 29,3% entre 25 i 44, un 22,2% de 45 a 60 i un 17% 65 anys o més.
L'edat mediana era de 40 anys. Per cada 100 dones de 18 o més anys hi havia 90,5 homes.
La renda mediana per habitatge era de 42.135 $ i la renda mediana per família de 47.813 $. Els homes tenien una renda mediana de 35.268 $ mentre que les dones 25.859 $. La renda per capita de la població era de 19.760 $. Entorn del 2,5% de les famílies i el 4,7% de la població estaven per davall del llindar de pobresa.

## Poblacions més properes
El següent diagrama mostra les poblacions més properes.